# Åleryd

Åleryd är ett område i Linköpings stadsdel Ekholmen, i stadsdelens nordvästra hörn runt Ålerydsvägen. Åleryd tillhör Landeryds församling.
Åleryd var på 1800-talet en gård med 2 eller 2 1⁄2 mantal, rentav en by, belägen i Sankt Lars socken och Hanekinds härad.
Åleryds vårdboende har en stor tvåvånings byggnad i gult tegel uppförd på 1950-talet och avsedd som skola för utvecklingsstörda men som sedan 1984 används till äldreboende. Det är beläget vid södra änden av en slinga som Ålerydsvägen gör runt en parkliknande skogsdunge med fornlämningar (stensättningar). Runt omkring finns bostäder huvudsakligen byggda på 1960- och 1970-talet.
Lilla Åleryd är en bostadsrättsförening på Trähusgränd som består av 44 par- och radhus, uppförda 2005 efter arkitekttävlingen Europan 4 där den finländska arkitekten Asko Takala vann med bidraget "Att bygga på det redan byggda".